# Северный (остров, Встречные)
Се́верный — остров архипелага Северная Земля. Административно относится к Таймырскому Долгано-Ненецкому району Красноярского края.

## Расположение
Входит в состав островов Встречные, являясь самым северным из них, откуда и название. Расположен в море Лаптевых в восточной части архипелага в северо-восточной части залива Ахматова на расстоянии около 2 километров от побережья острова Большевик (отделён от него проливом Незаметный). В 400 метрах к северу от него находится остров Лишний, в 300 метрах к югу — другой остров группы — Южный, в 300 метрах к западу — безымянный остров, также входящий в состав Встречных.

## Описание
Остров имеет вытянутую с юга на север форму длиной около 1,4 километра и шириной до 500 метров. Берега неровные, пологие. Существенных возвышенностей нет.

## Топографические карты
- Лист карты T-48-VII,VIII,IX залив Ахматова. Масштаб: 1 : 200 000. Состояние местности на 1982 год. Издание 1988 г.